# HD 68895
HD 68895，又名CD-45 3892，SAO 219602、HR 3234，是一颗恒星，视星等为6.03，位于銀經262.17，銀緯-6.68，其B1900.0坐标为赤經8h 9m 20.4s，赤緯-45° -6.68′ 48″。